# Hartmanice (Pardubice)
Hartmanice é uma comuna checa localizada na região de Pardubice, distrito de Svitavy.